# Georges Duhamel

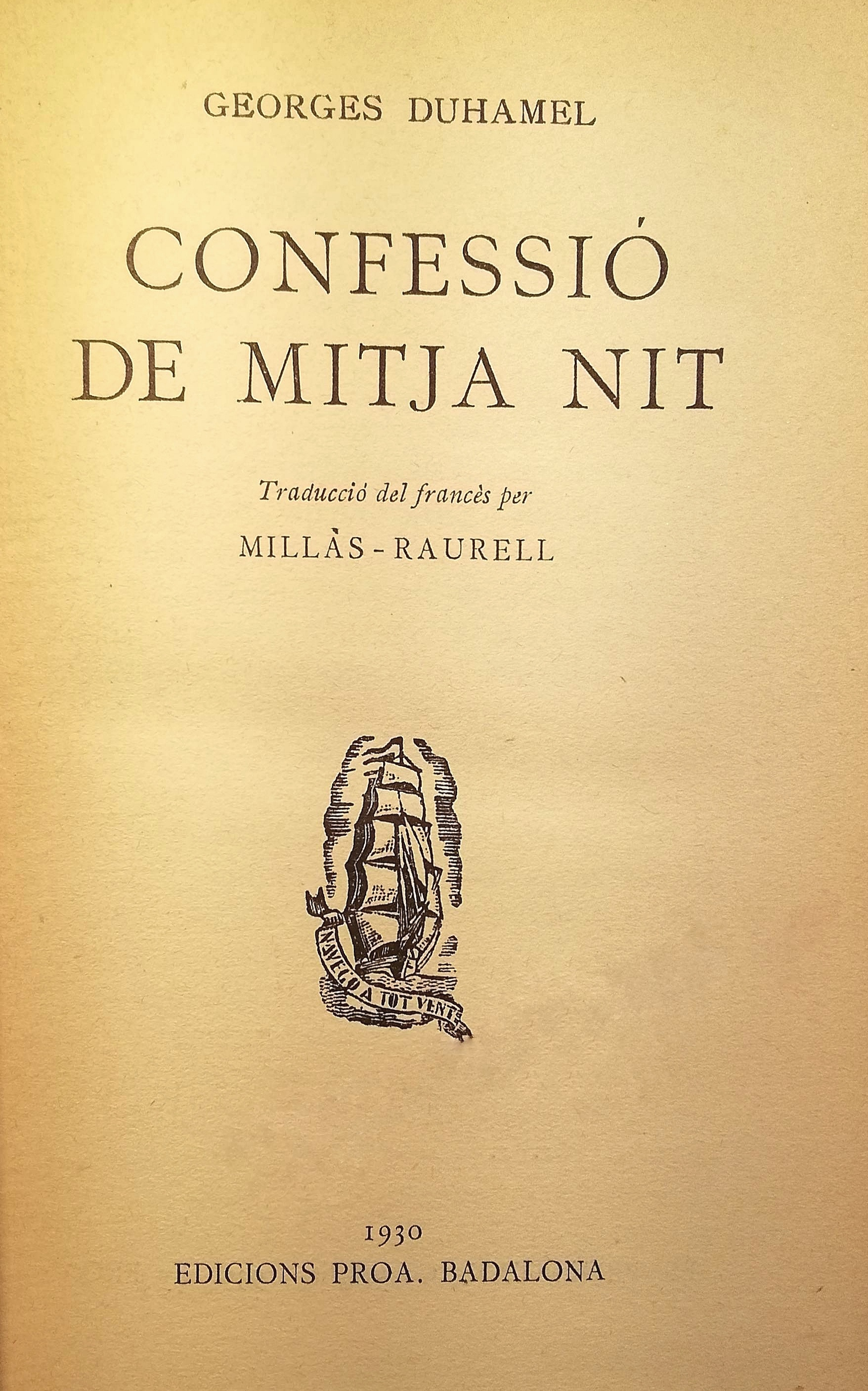
Confessió de Mitja Nit (Confession de Minuit) va ser una de les novel·les de més prestigi de Georges Duhamel. Es va traduir al català i publicar a Badalona l'any 1930

Georges Duhamel (París, 1884 - Valmondois Val d'Oise, 1966), fou un biòleg, metge i escriptor francès. Exercí de cirurgià durant la Primera Guerra Mundial, per la participació en la qual li fou concedida la Creu de Guerra 1914-1918. El 1918 va guanyar el premi Goncourt per l'obra Civilisation. El 1935 —any en què va prendre la direcció de Mercure de France en morir Alfred Vallete— fou elegit membre de l'Acadèmia Francesa, de la qual fou nomenat secretari perpetu el 1942, càrrec del qual dimití el 1946. El 1937 va succeir Joseph Bédier a la presidència d'honor de l'Alliance française, que conservà fins al 1949. El 1940 fou elegit membre de l'Academia francesa de cirurgia i el 1944 de l'Academia francesa de les ciències morals i polítiques. El 1960 esdevingué president de l'Academia francesa de medecina. El 1961 el govern francès li va conferir la Gran creu de la Légion d'honneur. També fou nomenat comanador de l'ordre des Arts et des Lettres i de l'ordre de la Santé publique.

## Obres
| Conte, novel·la, viatges, assaig - Vie des martyrs (1917) - Civilisation (1918, premi Goncourt) - La Possession du monde (1919) - Entretiens dans le tumulte (1919) - Vie et aventures de Salavin (1932): - I. Confession de minuit (1920) - II. Deux hommes (1924) - III. Journal de Salavin (1927) - IV. Le Club des Lyonnais (1929) - V. Tel qu'en lui-même (1932) - Les Hommes abandonnés (1921) - Lapointe et Ropiteau (1921) - Les Plaisirs et les jeux (1922) - Le Prince Jaffar (1924) - Essai sur le roman (1925) - Suite Hollandaise (1925) - Délibérations (1925) - La Pierre d'Horeb (1926) - Lettres au Patagon (1926) - Essai sur une renaissance dramatique (1926) - Le Voyage de Moscou (1927) - Memorial cauchois (1927) - Images de la Grèce (1928) - Les Sept Dernières Plaies (1928) - La Nuit d'orage (1928) - Scènes de la vie future (1930) - Géographie cordiale de l'Europe (1931) - Les Jumeaux de Vallangoujard (1931) - Querelles de famille (1932) - Mon royaume (1932) - Chronique des Pasquier (1933-1945): - I. Le Notaire du Havre - II. Le Jardin des bêtes sauvages - III. Vue de la Terre promise - IV. La Nuit de la Saint-Jean - V. Le Désert de Bièvres - VI. Les Maîtres - VII. Cécile parmi nous - VIII. Le Combat contre les ombres - IX. Suzanne et les Jeunes Hommes - X. La Passion de Joseph Pasquier | - L'Humaniste et l'Automate (1933) - Discours aux nuages (1934) - Remarques sur les mémoires imaginaires (1934) - Fables de mon jardin (1936) - Deux Patrons (Erasme, Cervantes) (1937) - Esquisse pour un portait du chirurgien moderne (1938) - Au chevet de la civilisation (1938) - Le Dernier Voyage de Candide (1938) - Mémorial de la guerre blanche (1939) - Finlande (1940) - Positions françaises (1940) - Lieu d'asile (1940) - Civilisation française (1944) - Chronique des saisons amères (1944) - La Musique consolatrice (1944) - Paroles de médecin (1944) - Images de notre délivrance (1944) - Lumières sur ma vie: (1944-1953) - I. Inventaire de l'abîme - II. Biographie de mes fantômes - III. Le Temps de la recherche - IV. La Pesée des âmes - V. Les Espoirs et les Épreuves - Twinka (1945) - Souvenirs de la vie du Paradis (1946) - Visages (1946) - Homère au XXe siècle (1947) - Semailles au vent (1947) - Entretien au bord du fleuve (amb Henri Mondor) (1947) - Tribulations de l'espérance (1947) - Consultation aux pays d'Islam (1947) - Le Bestiaire et l'Herbier (1948) - Hollande (1949) - Le Voyage de Patrice Périot (1950) - Cri des profondeurs (1951) - Chronique de Paris au temps des Pasquier (1951) - Manuel du protestataire (1952) - Vues sur Rimbaud (1952) | - Le Japon entre la tradition et l'avenir (1953) - Les Voyageurs de l'Espérance (1953) - Refuges de la lecture (1954) - La Turquie, nouvelle puissance d'Occident (1954) - L'Archange de l'Aventure (1955) - Croisade contre le cancer (1955) - Les Compagnons de l'Apocalypse (1956) - Pages de mon journal intime (1956) - Israël, clef de l'Orient (1957) - Problèmes de l'heure (1957) - Le Complexe de Théophile (1958) - Travail, ô mon seul repos (1959) - Nouvelles du sombre empire (1960) - Problèmes de civilisation (1961) - Traité du départ (1961) Poesia - Des légendes, des batailles (1907) - L'Homme en tête (1909) - Selon ma loi (1910) - Notes sur la technique poétique (amb Charles Vildrac) (1910) - Les Compagnons (1912) - Élégies (1920) - Anthologie de la poésie lyrique française (1924) - Voix du Vieux Monde (1925) Crítica - Propos critiques (1912) - Paul Claudel (1913) - Les Poètes et la poésie (1914) - Maurice de Vlaminck (1927) - Défense des Lettres (1937) - Les Confessions sans pénitence (1941) Teatre - La Lumière (1911) - Dans l'ombre des statues (1912) - Le Combat (1913) - Le Cafard (1916) - L'Œuvre des athlètes (1920) - Quand vous voudrez (1921) - La Journée des aveux (1923) |